# Daïra de Hennaya
La daïra de Hennaya est une daïra d'Algérie située dans la wilaya de Tlemcen et dont le chef-lieu est la ville éponyme de Hennaya.

## Localisation
La daïra est située au centre de la wilaya de Tlemcen.

## Communes de la daïra
La daïra de Hennaya est composée de trois communes : Hennaya, Ouled Riyah et Zenata.